# إدوارد كلارك (سياسي أمريكي)
إدوارد كلارك (بالإنجليزية: Edward Clark) هو محامي وسياسي أمريكي، ولد في 1 أبريل 1815 في نيو أورلينز في الولايات المتحدة، وتوفي في 4 مايو 1880 في مارشال في الولايات المتحدة. حزبياً، نشط في الحزب الديمقراطي.

## مناصب
- انتخب وزير خارجية تكساس [الإنجليزية]‏ (22 ديسمبر 1853 – 21 ديسمبر 1857).
- انتخب عضو مجلس ولاية تكساس (1847 – 1848).
- انتخب نائب حاكم تكساس [الإنجليزية]‏ (1859 – 1861).
- انتخب حاكم ولاية تكساس (18 مارس 1861 – 7 نوفمبر 1861).